# Том Понделяк
Том Понделяк (англ. Tom Pondeljak, нар. 8 січня 1976, Мельбурн) — австралійський футболіст, що грав на позиції півзахисника.
Виступав, зокрема, за клуби «Мельбурн Найтс», «Сентрал-Кост Марінерс» та «Мельбурн Вікторі», а також національну збірну Австралії.

## Клубна кар'єра
Вихованець Інституту спорту Вікторії. У дорослому футболі дебютував 1993 року виступами за команду «Сент-Олбанс Сейнтс», в якій провів три сезони, взявши участь у 72 матчах Прем'єр-ліги Вікторії. 
Своєю грою за цю команду привернув увагу представників тренерського штабу клубу «Мельбурн Найтс» з Національної футбольної ліги, до складу якого приєднався 1995 року. Відіграв за команду з Мельбурна наступні чотири сезони своєї ігрової кар'єри. Більшість часу, проведеного у складі «Мельбурн Найтс», був основним гравцем команди і у сезоні 1995/96 став з командою чемпіоном Австралії.
Згодом з 1999 по 2001 рік Понделяк грав у складі «Сідней Юнайтед», після чого перейшов в інший клуб з цього ж міста «Сідней Олімпік», де здобув свій другий титул переможця НФЛ.
У сезоні 2003/04 Понделяк виступав за «Перт Глорі», з яким втретє став чемпіоном Австралії. Втім цей сезон виявився останнім в історії НФЛ, яка після цього була розпущена і Понделяк відправився за кордон у малазійський «Джохор Дарул Тазім».
Коли була сформована А-ліга, новий найвищий дивізіон Австралії, Понделяк уклав контракт з клубом «Сентрал-Кост Марінерс», у складі якого провів наступні чотири роки своєї кар'єри гравця і в першому сезоні 2005/06 став фіналістом турніру, програвши Гранд-фінал і титул чемпіона Австралії «Сіднею» (0:1). 
27 лютого 2008 року Понделяк підписав дворічний контракт з «Мельбурн Вікторі». Граючи у складі мельбурнців також здебільшого виходив на поле в основному складі команди і у сезоні 2008/09 виграв А-лігу, ставши вчетверте чемпіоном Австралії і вперше отримав Медаль Джо Марстона, яка вручається найкращому гравцеві фінального матчу першості країни.
Після закінчення сезону 2011/12 Понделяк залишив «Мельбурн Вікторі» та повернувся до свого першого клубу «Сент-Олбанс Сейнтс», де провів ще один сезон, після чого завершив ігрову кар'єру.

## Виступи за збірну
6 липня 2002 року дебютував в офіційних матчах у складі національної збірної Австралії в матчі Кубка націй ОФК 2002 року у Новій Зеландії з Вануату (2:0). Загалом на тому турнірі зіграв у чотирьох з п'яти матчах і разом з командою здобув «срібло».
В подальшому Том тривалий час за збірну не грав і лише на початку 2009 року він провів ще два матчі у відбірковому матчі Кубка Азії 2011 року проти Індонезії і Кувейту. Ці матчі стали останніми для Понделяка за збірну. 

## Титули і досягнення
- Чемпіон Національної футбольної ліги (3): 1995/96, 2001/02, 2003/04
- Чемпіон А-ліги: 2008/09
- Переможець регулярного чемпіонату А-ліги: 2007/08, 2008/09
- Фіналіст Кубка націй ОФК: 2002
- Медаль Джо Марстона (найкращому гравцю Гранд-фіналу А-ліги) (2): 2008/09